# Municipio de Perry (condado de Ashland)
El municipio de Perry (en inglés: Perry Township) es un municipio ubicado en el condado de Ashland en el estado estadounidense de Ohio. En el año 2010 tenía una población de 1990 habitantes y una densidad poblacional de 25,26 personas por km².

## Geografía
El municipio de Perry se encuentra ubicado en las coordenadas 40°51′30″N 82°10′19″O / 40.85833, -82.17194. Según la Oficina del Censo de los Estados Unidos, el municipio tiene una superficie total de 78.79 km², de la cual 78,49 km² corresponden a tierra firme y (0,38 %) 0,3 km² es agua.

## Demografía
Según el censo de 2010, había 1990 personas residiendo en el municipio de Perry. La densidad de población era de 25,26 hab./km². De los 1990 habitantes, el municipio de Perry estaba compuesto por el 97,34 % blancos, el 0,45 % eran afroamericanos, el 0,75 % eran amerindios, el 0,2 % eran asiáticos, el 0,15 % eran de otras razas y el 1,11 % eran de una mezcla de razas. Del total de la población el 1,51 % eran hispanos o latinos de cualquier raza.